# Кодекс Феодосия

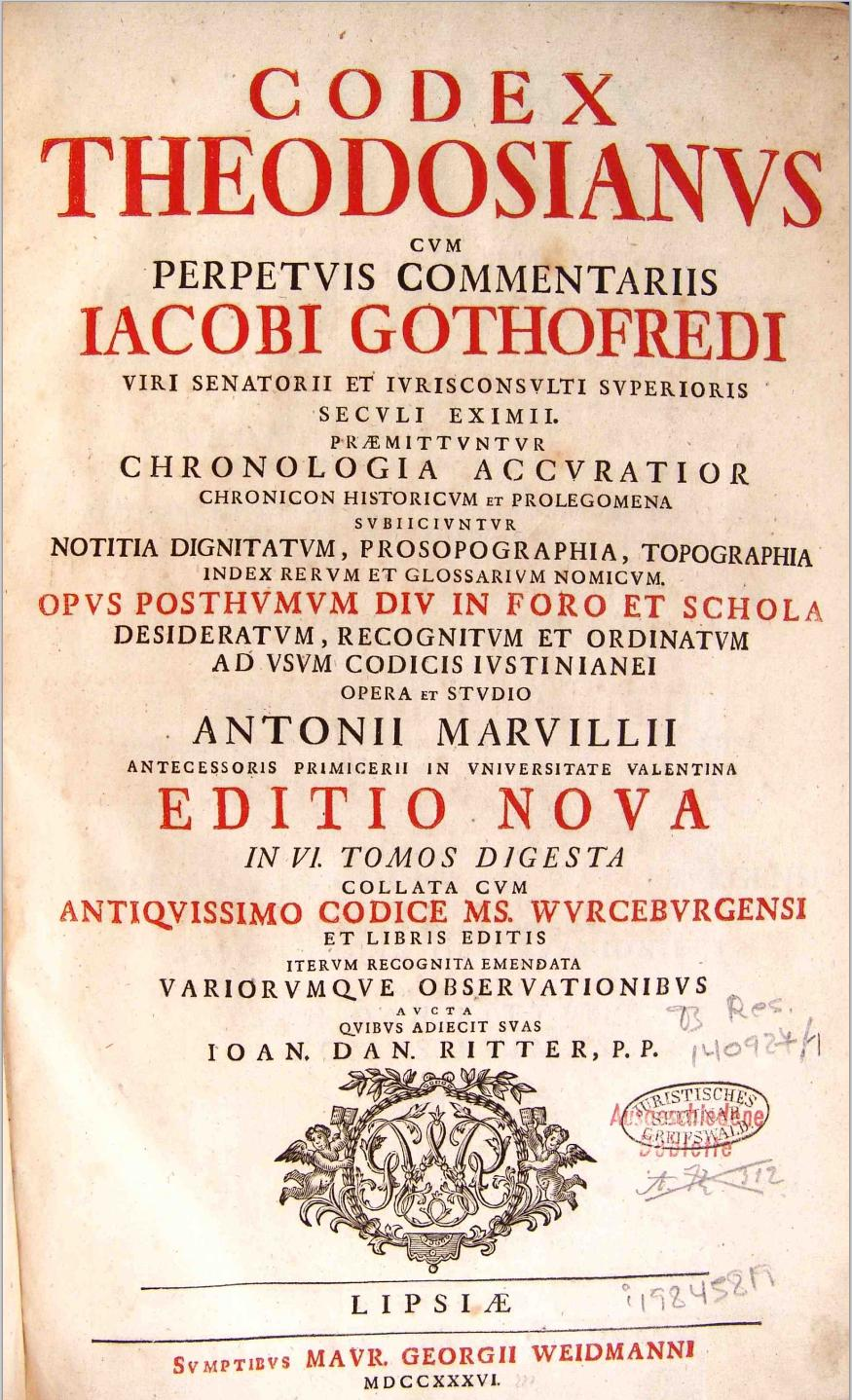
Первая страница Кодекса Феодосия

Кодекс Феодосия (лат. Codex Theodosianus) — первое официальное собрание законов Римской империи.

## Создание и употребление
К IV веку указы (или конституции) римских императоров, в течение первых двух столетий принципата не имевшие большого влияния на правоотношения, стали значимым источником права. Конституции императоров до Диоклетиана были собраны юристом по имени Грегорий в 14 книгах под названием Грегорианова кодекса. В правление Константина более поздние конституции были собраны, опять-таки на частных началах, законоведом Гермогенианом в так называемом кодексе Гермогениана.
К правлению Феодосия II обе кодификации порядком устарели, поэтому император в 428 г. назначил комиссию из 8 юристов и поручил им собрать воедино все конституции, изданные Константином и его преемниками. Предполагалось в добавление к двум предыдущим компиляциям издать сборник действующих конституций, и, сверх того, составить сборник конституций отменённых либо пересмотренных — в целях сохранения их текста для изучения юристами будущих поколений.
Работа комиссии застопорилась, как только они принялись за разбор преторского права и мнений ведущих юристов, которые планировалось приложить к уложению в качестве комментария. В конечном счёте, от этой идеи пришлось отказаться. В 435 г. император удвоил число членов комиссии, и через два года они закончили работу над 16 книгами конституций, изданных позднее кодекса Гермогениана и сохранявших свою силу. Этот кодекс Феодосия был официально принят для всеобщего руководства 15 февраля 438 г. Конституции, издававшиеся после его издания, получили название «новых законов» (novellae leges).
Кодекс был составлен в Константинополе и выпукло отразил реалии Восточной империи — борьбу с арианами и прочими еретиками, процесс закрепощения крестьянства, рост деспотизма императоров. В 439 г. Феодосий переслал экземпляр уложения западному императору Валентиниану III, который ввёл его в обязательное употребление на своих землях с 1 января 439 года.
Фактически в Кодекс Феодосия вошли все императорские конституции со времени правления Константина (с 312 года). Однако многие более ранние нормы римского права, не включённые в него, утратили свою силу и более не использовались на территории Византии.
Даже после того, как при Юстиниане была осуществлена гораздо более полная кодификация римского права, в Галлии и других западных провинциях продолжали руководствоваться Феодосиевым сводом конституций. Codex Theodosianus не раз переиздавался, как в Средние века, так и в новое время. Среди прочих установлений, Кодекс Феодосия содержал запрет на гадания и магию.

### Переводы
- История Древнего Рима. Тексты и документы: Учебное пособие. Ч. 2. М., 2005. 320 стр.
  - Кодекс Феодосия, из книги I / Пер. Е. В. Сильвестровой (ч.2, с. 227—231)
  - Новеллы Феодосия II / Пер. Е. В. Сильвестровой (с. 231—232).
  - Кодексы Юстиниана и Феодосия о колонах / Пер. А. В. Коптева (с. 256—265).
  - Кодексы Юстиниана и Феодосия об эмфитевсисе / Пер. Е. В. Сильвестровой (с. 267—272).
  - Кодексы Юстиниана и Феодосия о браке / Пер. Е. В. Сильвестровой (с. 273—278).
  - Кодекс Феодосия о местном самоуправлении / Пер. Е. В. Сильвестровой (с. 280—286).
  - Кодекс Феодосия о религии / Пер. П. Н. Астапенко (с. 289—295).

- Кодекс Феодосия «О язычниках, жертвоприношениях и храмах» / Пер. с лат. и комм. М. А. Ведешкин // Научные ведомости Белгородского государственного университета. 27.2013. С. 38-47.
- Первый титул шестнадцатой книги Кодекса Феодосия / Вводная статья, перевод, краткий историко-правовой комментарий Е. В. Сильвестровой // Вестник Православного Свято-Тихоновского гуманитарного университета. Серия 1: Богословие. Философия. 2009. Вып. 2 (26). С. 7-20.
- Второй титул шестнадцатой книги Кодекса Феодосия / Вводная статья, перевод, краткий историко-правовой комментарий Е. В. Сильвестровой // Вестник Православного Свято-Тихоновского гуманитарного университета. Серия 1: Богословие. Философия. 2010. Вып. 2 (30). С. 34-64.

В 2010 г. О. В. Ауров отчитался о выполнении гранта РГНФ 08-03-00158а "Научный комментированный перевод «Кодекса Феодосия» (проект 2008—2010). Подготовленный полный перевод по состоянию на 2017 год ещё не опубликован.